# Соколов, Сергей Владимирович (архитектор)
Серге́й Влади́мирович Соколо́в (? — после 1910) — русский архитектор, работавший преимущественно в Москве.

## Биография
Биография архитектора мало изучена. Известно, что в 1870 году он окончил 3-ю Московскую гимназию, затем поступил в Московское училище живописи, ваяния и зодчества. 
В 1876 году получил звание неклассного художника архитектуры. 
В 1893—1896 годах служил архитектором Московского сельскохозяйственного института, на территории которого перестроил общежитие под квартиры, построил зоотехнический музей, конюшню, столовую, дом скотника и другие здания и сооружения. Другие работы:
- 1878 — перестройка главного дома и жилого флигеля городской усадьбы Н. С. Фатьянова, А. С. Ланггауза, Н. Ф. Стахеева, Москва, Малый Харитоньевский переулок, 6, стр. 1, 2;
- 1878—1879 — церковь Михаил Архангела, с. Белый Раст[2];
- 1880—1884 — собственный жилой дом, Москва, Электрический переулок, 10, стр. 1 (руинирован)[3];
- 1890-е — перестройка здания Правления Московско-Киевско-Воронежской железной дороги, совместно с Д. Н. Чичаговым, Москва, Чистопрудный бульвар, 6/19;
- 1900 — доходный дом купца Ф. Н. Конкина, Москва, Покровка, 40;
- 1900 — доходный дом, Москва, Плющиха, 11;
- 1909 — перестройка усадьбы П. П. Хрущева — А. А. Котлярева под доходный дом, совместно с Д. М. Челищевым, Москва, Гоголевский бульвар, 31  памятник архитектуры (региональный)[4].